# Мауро Силва
Ма́уро да Си́лва Го́мес (порт. Mauro da Silva Gomes; 12 января 1968, Сан-Бернарду-ду-Кампу) — бразильский футболист, опорный полузащитник. Чемпион мира 1994 года. Один из лучших игроков в истории клуба «Депортиво Ла-Корунья». Его именем названа улица в Ла-Корунье. Ныне — телеэксперт.

## Карьера
Мауро Силва начал карьеру в 1988 году в клубе «Гуарани» (Кампинас), за который он провёл лишь 1 матч. В 1990 году Мауро Силва перешёл в «Брагантино», где выступал 2 года.
В 1992 году Мауро Силва уехал в Испанию, в клуб «Депортиво Ла-Корунья», за который выступал до конца своей карьеры в 2005 году. С «Депортиво» Мауро Силва выиграл чемпионат, два кубка и три суперкубка Испании, первые трофеи в истории клуба. Всего за «Депортиво» Мауро Силва провёл 471 матч и забил 1 гол.
В сборной Бразилии Мауро Силва дебютировал 21 марта 1991 года в матче со сборной Аргентины, которая завершилась вничью 3:3, а последний матч сыграл 10 лет спустя, 5 сентября 2001 года вновь с Аргентиной, где бразильцы проиграли 1:2. Всего в футболке национальной команды Мауро Силва провёл 60 матчей (58 официальных).
Сейчас Мауро Силва живёт в Сан-Паулу и работает там в сфере недвижимости.

## Достижения

### Командные
- Чемпион штата Сан-Паулу: 1990
- Чемпион мира: 1994
- Обладатель кубка Америки: 1997

 «Депортиво»
- Чемпион Испании: 1999/00
- Обладатель Кубка Испании: 1994/95, 2001/02
- Обладатель Суперкубка Испании: 1995, 2000, 2002

### Личные
- Футболист года в Бразилии: 1991